# Teoremas de Sylow
Na teoria de grupos finitos , os teoremas Sylow formar uma recíproca parcial do teorema de Lagrange , de acordo com o qual, se H é subgrupo de um grupo finito L , em seguida, a fim de H divide a ordem de L . Esses teoremas garantem, para certos divisores da ordem de G , a existência de subgrupos de ordem iguais a esses divisores, e dão informações sobre o número desses subgrupos.
Esses teoremas são nomeados em homenagem ao matemático norueguês Ludwig Sylow , que os demonstrou em 1872. Posteriormente, eles foram parcialmente generalizados para o caso de grupos infinitos.

## Definição
Seja p um número primo e G um grupo finito; então definimos um p- subgrupo de Sylow de G como um elemento máximo do conjunto de p- subgrupos de G , ordenados por inclusão. Em outras palavras, é um subgrupo p de G que não está contido em nenhum outro subgrupo p de G. Qualquer subgrupo p de G está incluído em um subgrupo p máximo, o que garante a existência de subgrupos p de Sylow . O conjunto (não esvaziar, de modo) de todos os p grupos -under-Sylow para um primeiro número inteiro p dado é por vezes observado Syl p L . Eles também são chamados de forma mais simples: o p -Sylow de G .
Coleções de subgrupos máximos, em um sentido ou outro, não são incomuns na teoria dos grupos. O resultado é surpreendente aqui que, no caso de Syl p G , todos os membros são efetivamente conjugado em conjunto (e, por conseguinte, isomorfos) e esta propriedade pode ser explorada para determinar outras propriedades G .

## Teoremas de Sylow
As seguintes proposições foram apresentadas e demonstradas pelo matemático norueguês Ludwig Sylow em 1872.
Nos enunciados abaixo, seja G um grupo finito, de cardinalidade escrita como |G| = pr ⋅ m, onde p é primo e m é natural coprimo a p. Lembra-se que, pelo teorema de Lagrange, todo subgrupo de G tem cardinalidade dividindo pr ⋅ m. Um p-grupo é um grupo cuja cardinalidade é uma potência de p. Um subgrupo p-Sylow de G é um subgrupo de cardinalidade pr, então a maior possível para um p-subgrupo.
1º teorema de Sylow — Existe subgrupo p-Sylow de G.
Corolário (Cauchy) — É um caso particular do teorema de Sylow. Em G há elemento de ordem p.
2º teorema de Sylow — Dados p-subgrupo H e subgrupo p-Sylow P de G, então H está contido nalgum conjugado g ⋅ P ⋅ g−1, g ∈ G (que também é um subgrupo p-Sylow).
3º teorema de Sylow — A quantidade de subgrupos p-Sylow de G é um divisor de m e é congruente a 1 módulo p.

Em particular, os primeiros dois teoremas implicam que
portanto, qualquer p- subgrupo de G é incluído em um subgrupo da ordem p n .
Além disso, o segundo teorema implica que todos os p -Sylow de L são isomórfico , e a normalização de cada é de índice n p em L .

### Exemplos, Aplicação
Os teoremas de Sylow podem ser usados para provar que alguns grupos não são simples. Por exemplo, dados p < q primos, todo grupo G de cardinalidade p ⋅ q não é simples. Com efeito, G admite algum subgrupo q-Sylow, de cardinalidade q, que é conjugado a todos os outros subgrupos q-Sylow, logo admite 1 + k ⋅ q conjugados (incluindo ele próprio), para algum k inteiro. Como 1 + k ⋅ q também deve ser divisor de p, inferior a q, vale k = 0. Assim, há único subgrupo q-Sylow, que deve ser um subgrupo normal, próprio e não trivial.
Seja G um grupo de ordem 15 = 3 · 5. Devemos ter n 3 divisões 5 e n 3 ≡ 1 mod 3. O único valor que satisfaz essas restrições é 1; portanto, há apenas um subgrupo de ordem 3 e deve ser normal (uma vez que não possui conjugados distintos). Da mesma forma, n 5 divide 3 e n 5 ≡ 1 mod 5; portanto, também tem apenas um subgrupo normal de ordem 5. Como 3 e 5 são coprimos, a interseção desses dois subgrupos é trivial e, portanto, G é necessariamente um grupo cíclico . Assim, não há um único grupo de ordem 15 (até isomorfismo): o grupo Z / 15 Z .
Deixe-nos dar um exemplo mais complexo. Podemos mostrar que não existe um grupo simples de ordem 350. If | G | = 350 = 2 · 5 2 · 7, então n 5 deve dividir 14 (= 2 · 7) e n 5 ≡ 1 mod 5. Então n 5 = 1 (visto que nem 6 nem 11 dividem 14), e então G deve têm um subgrupo normal de ordem 5 2 e, portanto, não pode ser simples.
Não existe grupo simples de ordem 616: Note que 616 = 2 3 · 7 · 11. Pelo teorema de Sylow, n 11 ≡ 1 (mod 11) e n 11 | 2 3 · 7 ; n 7 ≡ 1 (mod 7) e  
n 7 | 2 3 · 11, ou seja, n 11 ∈ {1, 56} e n 7 ∈ {1, 8, 22}. Se n 11 = 1 ou n 7  = 1 então terminamos pois o grupo não será simples. Suponha que n 11 = 56 e n 7 = 8, daí temos 10 · 56 + 6 · 8 = 608 elementos diferentes de 1 contidos em algum 11-subgrupo de Sylow ou algum 7-subgrupo de Sylow, sobram então 616 - 608 = 8 elementos e temos que o 2-subgrupo de Sylow é normal em G. Agora suponha n 11 = 56 e n 7 = 22, nesse caso teríamos 10 · 56 + 6 · 22 = 692 elementos diferentes de 1, absurdo. Portanto o grupo não pode ser simples. 
Não existe grupo simples de ordem 2020: Note que 2020 = 2 2 · 5 · 101. Pelo teorema de Sylow, n 101 ≡ 1 (mod 101) e n 101 | 2 2 · 5. Daí n 101 = 1, pois é o único divisor de  2 2 · 5 que satisfaz a congruência acima. 
O artigo grupo simples de ordem 168 usa um teorema de Sylow para demonstrar a simplicidade de um grupo. O artigo do grupo alternativo usa esses teoremas para mostrar que o menor grupo simples não abeliano é da ordem de 60.

## Manifestações
A prova dos teoremas de Sylow é baseada nas propriedades da ação por conjugação do grupo G sobre si mesmo e sobre todas as suas partes , bem como a restrição desta ação a um subgrupo H  :
- a equação de classe de G , | G | = | Z ( G ) | + ∑ i [ G : Z i ], onde
- | Cl ( S ) | = [ G : N ( S )], onde
  - S é qualquer subconjunto de G ,
  - Cl ( S ) é sua classe de conjugação , cujos elementos são as partes de G da forma gSg -1 , para cada g em G ,
  - o subgrupo N ( S ) é o normalizador de S em G  ;
- da mesma forma, | Cl H ( S ) | = [ H : N H ( S )], onde
  - Cl H ( S ) é a classe de conjugação de S pelos elementos de H , ou seja, o conjunto de hSh -1 , para cada h em H ,
  - N H ( S ) = H ∩N ( S ).

## Prova do Teorema 1
Procedemos por indução da ordem de G . Se esta ordem vale 1 (ou mais geralmente se n = 0, ou seja, se p não divide a ordem de G ), o grupo trivial é de fato um subgrupo de G de ordem p n = 1. Vamos agora supor que G é não trivial, e teorema 1 é verificada por um grupo de ordem estritamente inferior como L .
- Se G tem um subgrupo estrito de índice primo ap , então, de acordo com a hipótese de indução, esse subgrupo tem um subgrupo de ordem p n  ; assim, é o mesmo para L .
- Se, ao contrário, todos os subgrupos estritos de G têm um índice divisível por p então, na equação de classe, | G | e todos [ G : Z i ] são divisíveis por p , então | Z ( G ) | também. Como Z ( G ) também é abeliano , ele tem um subgrupo H de ordem p . Sendo este subgrupo H normal em G (por estar incluído no centro de G ), podemos considerar o grupo quociente G / H , cuja ordem é p n -1 s . De acordo com a hipótese de indução, G / H tem então um subgrupo L da ordem p n -1 . Seja K a imagem recíproca de L pela projeção canônica de G em G / H  : é um subgrupo de G contendo H , e K / H é isomórfico a L (de acordo com o primeiro teorema do isomorfismo ). Como H é da ordem p , então K é da ordem p n .

## Prova dos Teoremas 2 e 3
Deixe que K um p -Sylow de L , n K o número de conjugados, e H um p -Sylow qualquer de L . Embora a conjugação de classe Cl ( K ), a órbita de K para a acção do grupo L está naturalmente repartida em sub-órbitas de acção (restrito) grupo H . Assim, n K = ∑ i | Cl H ( L i ) |, onde escolhemos um elemento L i em cada sub-órbita.
Agora, o cardinal [ H : N H ( L )] de qualquer sub-órbita de um elemento L de Cl ( K ):
- é uma potência de p , como qualquer índice finito de um subgrupo em um p -grupo  ;
- é igual a 1 (e se) apenas se H = L . De fato, se 1 = [ H : N H ( L )] = [ H : H ∩N ( L )] então H está incluído em N ( L ), de modo que HL é um grupo em que L é normal. Além disso, de acordo com o segundo teorema do isomorfismo , o grupo quociente de HL por L é isomórfico ao grupo H / ( H ∩ L ), portanto é um grupo p . Como L também é um grupo p , HL também é . Por maximalidade de H e G é deduzida a: H = HL = L .

1. Aplicando o que precede ao caso particular H = K , deduzimos que n K é uma soma de potências de p das quais exatamente um é igual a 1, portanto que n K é congruente a 1 módulo p .
2. Em particular, n K não é divisível por p . Então, em seguida, aplicar o acima para um p -Sylow H qualquer, se deduzir que existe, pelo menos, um L em Cl ( K ) de tal modo que H = L , ou seja: que H é um conjugado de K . Portanto, o número n p de p -Sylow de L é exactamente n K .
3. O outro fato sobre n p segue quase imediatamente: como n p = n K é congruente a 1 módulo p , ele é primo com p n . No entanto, além disso, n K = [ G  : N ( K )] divide | G | = p n s . Deduzimos que divide s .

Observe que os argumentos 1 e 2 acima (e a análise anterior que os fundamenta) permanecem válidos quando | Cl ( K ) | = [ G : N ( K )] é finito; assim, podemos afirmar de forma análoga.
Teorema de Sylow para grupos infinitos  -  Se um dos p -Sylows de G tem apenas um número finito de conjugados, então todos os p -Sylows de G são conjugados, e seu número é congruente a 1 módulo p .
Neste teorema, a suposição é crucial: há grupos (necessariamente infinitos) com p -Sylow não conjugado e até não isomórfico, por exemplo, o produto livre de dois p -grupos não isomórficos e não triviais , ou o "grupo simétrico contável" , ou seja, o subgrupo do grupo simétrico formado por permutações com suporte finito. 

## Outras demonstrações
- Outra prova do primeiro teorema (a existência de p -Sylow, no sentido: p -subgrupos do índice primo ap ) consiste em primeiro verificar este teorema para o grupo linear GL n ( Z / p Z ), que é da ordem ( p n –1) ( p n –p )… ( p n –p n –1 ) , observando que o subgrupo formado pelas matrizes triangulares superiores com 1s na diagonal principal é d 'ordem p × p 2 ×… × p n –1, portanto, é um p -Sylow. O passo chave é então um lema de “estabilidade do primeiro teorema por subgrupos” que construções, para qualquer subgrupo H de um grupo finito L , um p -Sylow de H a partir de um p -Sylow para L . Para concluir, basta notar que, graças ao teorema de Cayley , qualquer grupo de n cardinal é identificado com um subgrupo (formado por matrizes de permutação ) do grupo GL n ( Z / p Z ).
- Outra demonstração do teorema do teorema 1
- A ideia é que a fatoração de G no primo p atinja o maior expoente e m. Demonstração:   Por indução IGI> igual a 2.  Para IGI=2  temos 2¹.1, (e) é um subgrupo de G de ordem 2 e G é um subgrupo de G de ordem 2¹.  Partindo para o passo indutivo, temos que:  Suponha que IGI>2 e que o resultado é verdadeiro para todo grupo IKI<IGI. Vamos pegar um i qualquer, e nosso objetivo é encontrar um subgrupo de ordem p elevado a i.  Seja i pertencente a (0, ..., m). Se i=0, basta tomar Hi=e. H é o subgrupo gerado pelo elemento neutro, esse subgrupo vai ter p elevado a 0 elementos e podemos supor que i começa do 1.  Suponha que i pertence a (1, ..., m)  Vamos dividir em casos:  Suponha que existe subgrupo L próprio de G tal que p elevado a i divide ILI. Pela hipótese da indução como ILI<IGI, então existe H subgrupo de L com IHI=p elevado a i. Só que se H é subgrupo de L e L é subgrupo de G, Logo H é subgrupo de G com IHI=p elevado a i que é o que queríamos encontrar.  Observe que já que supondo que exista esse subgrupo eu acho o que quero, vamos supor outra alternativa.  Suponha que para todo L subgrupo próprio de G temos que p elevado a i não divide ILI.  Aí embaixo dessa hipótese vamos mostrar que :  P I IZ(G),  p divide a cardinalidade do centro. Temos duas opções:  Se G é abeliano então G=Z(G) e como p IIGI então p divide IGI então divide IZ(G)  Suponha que G não seja abeliano. Tomando T ( contido em) G um conjunto transversal com relação a ação de conjugação, obtemos a equação de classes de conjugação |G|= |Z(G)| + ( somatório em baixo dele x pertence a T\Z(G) ( G: Cg (x))   Para cada x (pertence) T\Z(G)) segue que Cg (x) ( é subgrupo próprio de) G  Por hipótese ( seta) temos que p^i (não divide) |Cg (x)|, ( para todo x pertencente a T\Z(G).   Logo, p (divide) ( G: Cg (x)); (para todo x pertencente a T\Z(G)  De fato, se p ( não divide) ( G: Cg (x)), para algum x (pertencente a T\Z(G) então o mdc (p, ( G: Cg (x))) =1 ( implica) mdc (p^i, ( G: Cg (x))) = 1  Como p^i | |G| e |G| = |Cg(x)|.( G: Cg (x)) então p^i |(divide) |Cg(x)|, por hipótese sabemos que é um absurdo! |G|= |Z(G)| + ( somatório em baixo dele x pertence a T\Z(G) ( G: Cg (x))   Para cada x (pertence) T\Z(G)) segue que Cg (x) ( é subgrupo próprio de) G  Por hipótese ( seta) temos que p^i (não divide) |Cg (x)|, ( para todo x pertencente a T\Z(G).   Logo, p (divide) ( G: Cg (x)); (para todo x pertencente a T\Z(G)  De fato, se p ( não divide) ( G: Cg (x)), para algum x (pertencente a T\Z(G) então o mdc (p, ( G: Cg (x))) =1 ( implica) mdc (p^i, ( G: Cg (x))) = 1  Como p^i | |G| e |G| = |Cg(x)|.( G: Cg (x)) então p^i |(divide) |Cg(x)|, por hipótese sabemos que é um absurdo!